# 辦公室大狂殺
《辦公室大狂殺》（英語：The Belko Experiment）是一部2016年美國恐怖電影，由葛格·麥克林執導，詹姆斯·岡恩編劇并與彼得·沙佛朗共同製作。影片由小约翰·加拉赫、托尼·戈德溫、安卓·亞霍娜、約翰·C·麥金利、梅朗妮·狄亞茲、喬許·布雷納和迈克尔·鲁克主演，講述了哥伦比亚波哥大貝爾科工業80名美國员工的故事，一天他們上班时被鎖在大樓裡，一個神秘的聲音宣布他們必須開始自相殘殺，否則後果自行負責。
摄制过程於2015年6月1日在哥伦比亚波哥大开始，並於下個月結束。电影於2016年9月10日在多倫多國際電影節首映，並於2017年3月17日在美國上映，由Blumhouse Tilt和Orion Pictures發行。本片收到了影評人褒貶不一的評價，全球票房收入為1100萬美元，預算為500萬美元。

## 剧情
貝爾科工業的員工邁克·米爾奇（小约翰·加拉赫饰）在開車上班時被街頭賣护身娃娃的小販攔住。同樣來自貝爾科工業的巴里·諾里斯（托尼·戈德溫饰）抵達位於哥伦比亚波哥大的辦公樓，發現陌生的保安人員正在門口劝返哥倫比亞本国員工。新員工达妮·威爾金斯（梅朗妮·狄亞茲饰）第一天上班時就被告知，每個貝爾科員工的头皮下面都植入了一個追踪器，以防他們發生意外。
貝爾科的保安主管埃文·史密斯（詹姆斯·厄爾饰）也不知道这些新保安是誰。等到所有員工都进来后，广播里传来一个陌生的声音，指示他們殺死兩名员工，否則後果自負。幾名工作人員試圖逃離大樓，但牆壁和門都被鋼製百葉窗封閉起來，將他們全部鎖在裡面。他們起初無視广播，認為這是一场惡作劇，但在规定的時間結束後，并没有兩名员工被杀掉，于是隱藏在追踪器中的炸弹被引爆，四名員工死亡。邁克試圖用美工刀取下他的追踪器，但广播威脅他如果不停下來就要引爆他的追踪器，他便只好他放棄了。
大家又被告知，除非他們兩小時內杀掉三十个人，否則將有六十人被炸死。大家分成了兩派，一派以邁克為首，他認為不應該自相残杀，另一派以巴里為首，他打算聽從指示以自救。巴里和他的同党，包括執行官溫德爾（約翰·C·麥金利饰），以及員工特里（歐文·約曼饰）、安東尼奧（班傑明·拜倫·戴維斯饰）和布拉德利（安德烈斯·蘇亞雷斯饰），試圖熔掉軍械庫的鎖拿到武器。邁克和他的同党，包括他的女朋友莉安德拉·弗洛雷茲（安卓·亞霍娜饰）、埃文和員工基思（喬許·布雷納饰）、莉奥塔（蓋爾·賓饰）、佩姬（蘿絲蒂·史溫莫饰）、文斯（布倫特·悉士頓饰）和罗伯托（大衛·德·里歐饰），試圖在屋頂上懸掛橫幅求救，但外面的士兵向他們開槍。巴里、溫德爾和特里在樓梯處伏擊了邁克等人，殺死了埃文並拿走了他打开軍械庫的鑰匙。
巴里和温德尔一伙人現在全副武裝，選出了迈克和佩姬等三十個人，強迫他們跪成一排。巴里開始對他們的後腦勺開槍處決他們。一直躲在地下室的达妮看到了正在發生的事情，在邁克和其他幾個人被殺之前關掉了大樓的燈。众員工立即跑开尋找掩護，巴里和他的同党開始胡乱開火，过程中又殺死了几个人。不过，布拉德利和安東尼奧也被員工聯合起来杀掉了。在此期間，达妮和罗伯托一起進入了電梯井。
广播告訴他們只有二十九人被殺，巴里和溫德爾便继续追杀逃跑的員工。不久，兩個小時的時限到了，广播說他将杀掉31人。特里、莉奥塔、佩姬和基思等人被炸死，只剩下16名倖存者。然後广播又說，一個小時內殺死最多人的員工將获得自由。巴里在電梯中发现了达妮和羅伯托，达妮侥幸逃脫，羅伯托在電梯上到顶层时被挤死。莉安德拉找到兩名員工，馬蒂（西恩·昆恩饰）和切特（亞布拉哈姆·本魯比饰），他们正把尸体上未爆炸的追踪器收集在一起。他們告訴她，他們正計劃用这些炸弹把墙炸毁。然而，他們被溫德爾殺死了，溫德爾又被莉安德拉殺死了，剩下最後六名倖存者：文斯、邁克、巴里、达妮、莉安德拉和餐廳的女员工莉兹尔。莉兹尔不久后被杀。巴里射殺了文斯和达妮，還射伤了莉安德拉。臨終前，她向邁克表白了她的愛。
盛怒之下，邁克與巴里狠狠打了一架，起初巴里打倒了邁克，然而最后邁克用膠帶切割器將巴里毆打致死。由於他是最後一個倖存者，办公楼隨後被打開，士兵們護送他到隔壁的倉庫。在那裡，他遇到了广播声音本人（格雷格·亨黎饰），自称是一個研究人類行為的國際組織的成員。當他和同事開始詢問邁克的情緒和精神狀態時，邁克注意到有一個開關面板上有80个开关對應80名員工。迈克此前偷偷将馬蒂收集的追踪器藏到士兵和聲音本人身上，这时他把面板上除他的名字以外的开关全部打开，追踪器把士兵全部炸死，声音本人也被炸伤，然後邁克拿起槍殺死了剩下的科學家。声音本人想與邁克讲道理並让他思考他自己的道德信仰，但邁克殺死了他，最后邁克惊魂未定地離開了倉庫。
镜头拉远，原来邁克只是诸多類似實驗的最后生还者之一，还有人通過攝影機監視著他。又一個聲音說道，“第一階段結束，第二階段開始。”

## 制作
詹姆斯·岡恩大約在2007年開始寫這部電影，當時他夢見辦公樓被金屬牆圍起來，聽到一個聲音指示員工互相殘殺。此後不久，這部電影就獲得了批准，併計劃在巴西聖保羅拍攝，由岡恩執導。然而，由於大約在同一時間離婚，岡恩拒絕了這個機會。岡恩後來說：“我只是想和我的朋友和家人在一起。我不想去拍攝這個關於彼此相愛和關心的人被迫互相殘殺的事情。這似乎并不是我想要度過接下來幾個月生活的方式。所以我放棄了。”岡恩轉向其他項目，包括2010年的電影《犀利人夫》，並且“有點忘記了它”，直到他接到米高梅公司的乔恩·格利克曼打來的電話，詢問他是否仍有興趣製作。由於岡恩在《銀河護衛隊》的工作，他沒有時間親自執導這部電影，但他同意製作這部電影，前提是他被賦予完全的創作控制權。
大部分演員陣容於2015年5月公佈，包括小约翰·加拉赫、托尼·戈德溫和梅朗妮·狄亞茲。更多人在6月加入了演員陣容，包括大衛·德·里歐、史蒂芬·布萊哈特、喬許·布雷納和蘿絲蒂·史溫莫。影片的主体拍摄於2015年6月1日在哥伦比亚波哥大開始，並於2015年7月12日結束。

## 发行
這部電影於2016年9月10日在多倫多國際電影節上進行了全球首映。不久之後，Blumhouse Tilt和Orion Pictures獲得了這部電影的美國發行權，並將其定於2017年3月17日上映。影片於2017年4月15日在英國上映。
這部電影是通過由李·哈卡斯特執導的四部黏土动画系列短片來宣傳的，根據首发網站io9，其“以誇張版的《辦公室大狂殺》人物為特色，讓你體驗真正的電影上映時会看到的暴力和幽默的程度”。這部電影還通過針對虚拟现实平台發布的电子游戏《“Belko Experiment” Escape Room in VR》（VR版辦公室大狂殺密室逃脱）進行宣傳。

## 反响

### 票房
在美國和加拿大，《辦公室大狂殺》與《美女與野獸》一同上映，預計首周末票房收入約為400萬美元。周四晚上預映票房为305,000美元，第一天票房为150萬美元。总计票房为410萬美元，排名第七。

### 评价
根據評論聚合網站爛番茄，基於106條評論和5.6/10的平均評分，54%的影評人給了這部電影正面評價。該網站的評論家一致認為，“《辦公室大狂殺》為此类电影愛好者提供了一些令人毛骨悚然的樂趣，但缺乏足夠的顛覆性智慧，無法在大狂殺開始後始終如一地參與其中。”在Metacritic上，基於21位評論家，這部電影的評分為44分（滿分100分），表示“好坏参半”。